# Santa Maria de Palhais (Santarém)
Santa Maria de Palhais era uma antiga freguesia de Santarém, situada na zona baixa da cidade, fazendo parte do bairro da Ribeira. Esta paróquia foi extinta e integrada na de Santa Iria no início do século XIII.